# Bahnhof Walvis Bay

Der Bahnhof Walvis Bay (englisch Walvis Bay Railway Station) ist der einzige Bahnhof in der namibischen Hafenstadt Walvis Bay. Er liegt am westlichen Ende der Bahnstrecke Kranzberg–Walvis Bay und wurde 1914 eröffnet.
Der Bahnhof besteht aus einem Gebäude für den Personenverkehr und einem etwa 200 Meter westsüdwestlich gelegenen für den Güterverkehr. Vor dem Personenbahnhof steht die Dampflokomotive Walvis Bay Railway HOPE. die in den 2010er Jahren weiter nach Westen versetzt wurde, nachdem mehrfach Lkws in diese gefahren waren.
Verantwortlich für die Infrastruktur ist TransNamib.

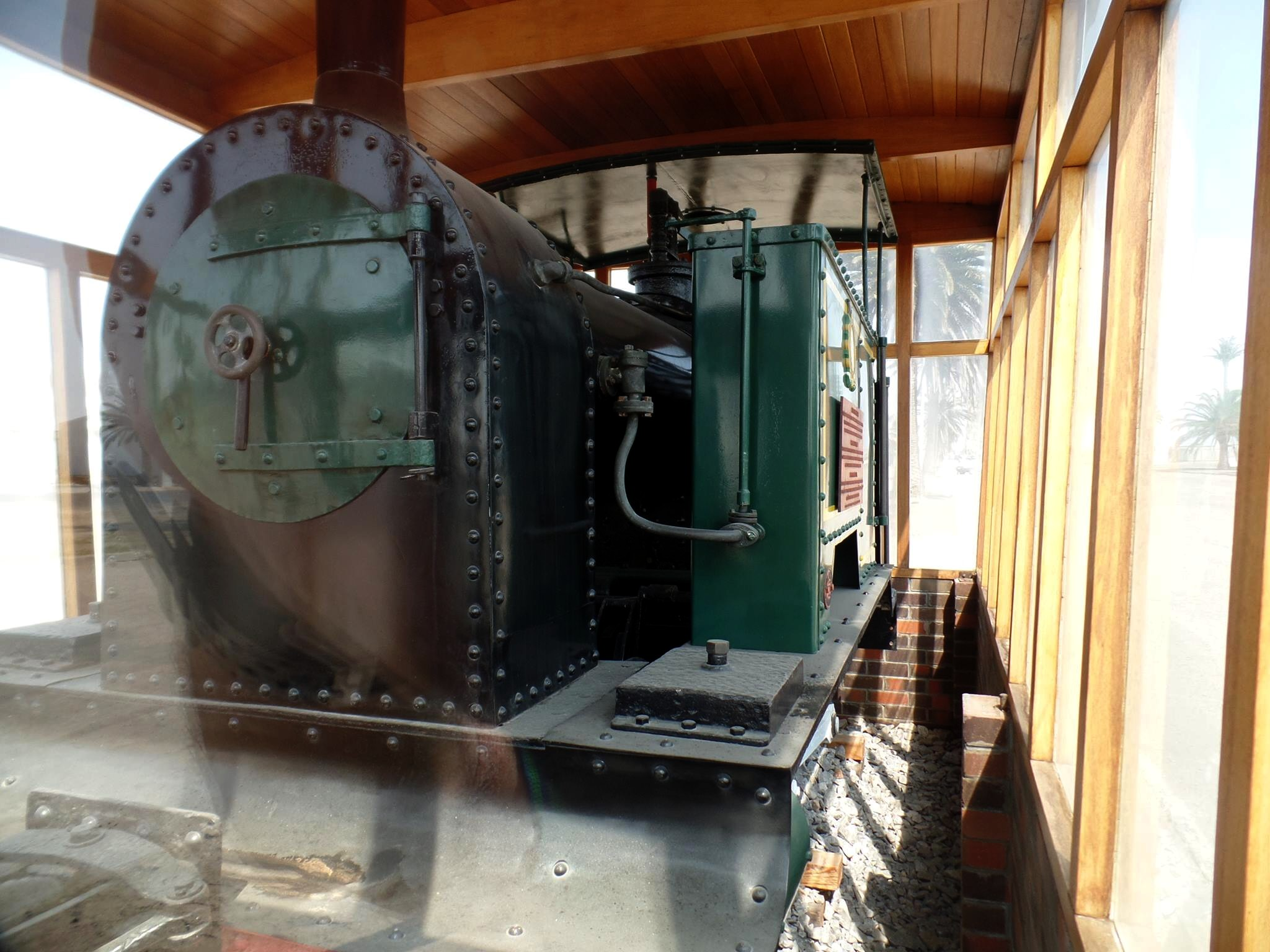
Walvis Bay Railway HOPE